# Édouard Puyo
Édouard Puyo, né le 2 août 1821 à Morlaix et décédé le 28 août 1901 dans la même ville, est un architecte et un artiste peintre.

## Biographie
Édouard Puyo est un fils de Joachim Puyo (1792-1868), président du tribunal de commerce de Morlaix. 
Après une formation à l’école Polytechnique, il devient officier d’artillerie. 
À partir de 1854, il devient architecte de l’arrondissement de Morlaix. Il dresse les plans de nombreuses églises, d’école et d’autres bâtiments publics. Il est également peintre.
Son frère Edmond Puyo fut maire de Morlaix. Constant Puyo, fils d’Edmond est un célèbre photographe. Sa sœur Aspasie épouse en 1844 Édouard Corbière. Il est ainsi l'oncle maternel du poète Tristan Corbière.

## Réalisations principales
- 1859 Église paroissiale Saint-Thénénan, Guerlesquin[3]
- 1860-1865 Eglise paroissiale Saint-Pierre, Plouvorn[4]
- 1863-1864 Église paroissiale Saint-Thuriau Landivisiau[5]
- 1863-1870 Église paroissiale Saint-Pierre, Plouescat [6]
- 1865 Chapelle Saint-Joseph, rue Villeneuve à Morlaix[7]
- 1867 Hôtel de ville, Lannion
- 1872 Chapelle Saint-Germain, Kernezec à Plougonven[8]
- 1875-1878 Maison de gardien Eglise Saint-Pierre Saint-Pol-de-Léon [9]
- 1876 Hôtel de Ville, Saint-Thégonnec
- 1877-1879 Abattoir, Saint-Pol-de-Léon [10]
- 1877 -1885 Église paroissiale Saint-Georges, Botsorhel[11]
- 1878-1880 Église paroissiale Saint-Pierre, Guiclan[12]
- 1882 École publique de garçons, actuellement mairie, Plounéour-Ménez[13]